# Chloé Ridel

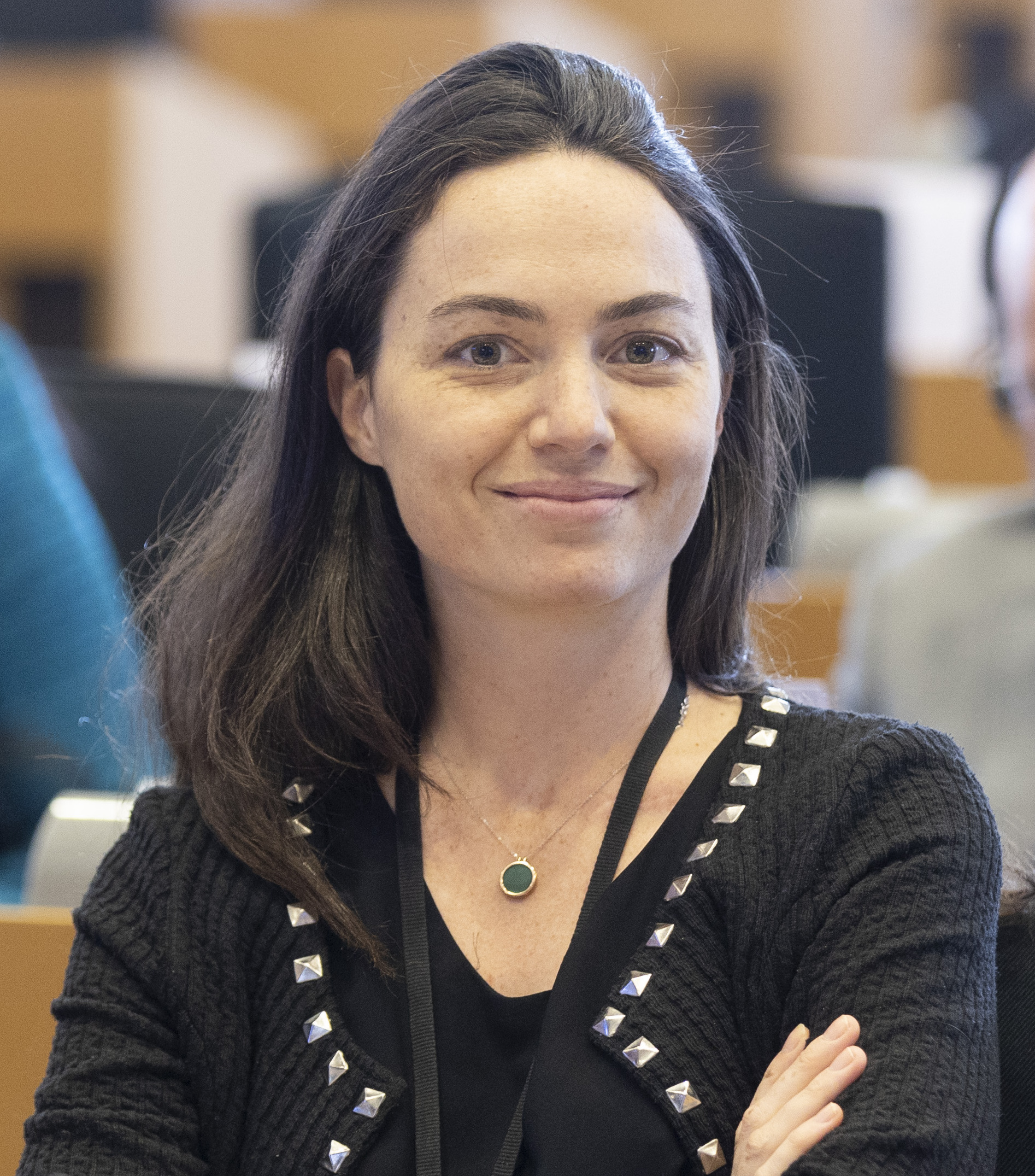
Chloé Ridel (2024)

Chloé Ridel (geboren am 25. November 1991 in Clamart, Départment Hauts-de-Seine) ist eine französische Politikerin (PS). Sie gewann bei der Europawahl 2024 ein Mandat für das Europäische Parlament. Sie ist Teil der S&D-Fraktion.

## Leben
Chloé Ridel ist eines von fünf Kindern von Gilles Ridel, Geschäftsführer von Nexway, und seiner algerischen Frau. Sie machte ihren Schulabschluss in Nîmes und studierte dann am Institut d’études politiques de Paris („SciencesPo“). Nach ihrem Abschluss dort wechselte sie zur École nationale d’administration in Straßburg. Darauf folgte der Einstieg als Referentin im Wirtschaftsministerium. 2019 war sie als Beraterin bei der Rumänischen Regierung tätig. Zurück im Wirtschaftsministerium wurde sie Referentin für Restrukturierungsbeihilfen bei Unternehmen in Schwierigkeiten. 2020 gründete sie mit Nicolas Dufrêne den ThinkTank Rousseau Institute.
2023 wurde Ridel Mitglied der Parti socialiste (PS).
Sie ist im Europaparlament Mitglied im Ausschuss für bürgerliche Freiheiten, Justiz und Inneres (LIBE).